# Douradoquara
Douradoquara là một đô thị thuộc bang Minas Gerais, Brasil. Đô thị này có diện tích 313,37 km², dân số năm 2007 là 1846 người, mật độ 6,2 người/km².